# Светско првенство у атлетици у дворани 2022 — штафета 4 × 400 метара за мушкарце
Трка штафета 4 × 400 м у мушкој конкуренцији на 18. Светском првенству у атлетици у дворани 2022. одржано је  20. марта у Београдској арени (из спонзорских разлога позната и као Штарк арена, раније Комбанк арена) у Београду (Србија).
Титулу освојену у Бирмингему 2018., бранила је штафета Пољске.

## Земље учеснице
Учествовало је 56 такмичара у 13 штафета из исто толико земаља.
| 1. Белгија (5) 2. Еквадор (4) 3. Ирска (4) 4. Нигерија (4) 5. Пољска (5) 6. Румунија (4) | 1. САД (4) 2. Словачка (4) 3. Уједињено Краљевство (4) 4. Холандија (6) 5. Чешка (4) 6. Шведска (4) 7. Шпанија (4) |

## Освајачи медаља
| Освајачи медаља                                         |                                                           |                                                     |  |  |  |  |
|                                                         |                                                           |                                                     |  |  |  |  |
|                                                         |                                                           |                                                     |  |  |  |  |
|                                                         |                                                           |                                                     |  |  |  |  |
| Жилијен Ватрен Александар Дом Жонатан Сакор Кевин Борле | Бруно Ортелано-Роиг Инаки Канал Мануел Гихаро Бернат Ерта | Тајмир Бурнет Ник Смидт Теренс Агард Тони ван Дипен |  |  |  |  |
| Белгија                                                 | Шпанија                                                   | Холандија                                           |  |  |  |  |

## Рекорди пре почетка Светског првенства 2022.
Рекорди у штафети 4х400 метара за мушкарце пре почетка светског првенства 18. марта 2022. године:
| Рекорди пре почетка Светског првенства 2022. | Рекорди пре почетка Светског првенства 2022. | Рекорди пре почетка Светског првенства 2022.                       | Рекорди пре почетка Светског првенства 2022. | Рекорди пре почетка Светског првенства 2022. | Рекорди пре почетка Светског првенства 2022. |
| -------------------------------------------- | -------------------------------------------- | ------------------------------------------------------------------ | -------------------------------------------- | -------------------------------------------- | -------------------------------------------- |
| Светски рекорд                               | Сједињене Државе                             | Закари Шиник, Раи Бенџамин, Рики Морган, Мајкл Норман              | 3:00,77                                      | Колеџ Стејшон, Сједињене Државе              | 10. март 2018.                               |
| Рекорд светских првенстава                   | Пољска                                       | Карол Залевски, Рафал Омелко Лукаш Кравчук, Јакуб Кшевина          | 3:01,77                                      | Бирмингем, Уједињено Краљевство              | 4. март 2018.                                |
| Најбољи резултат сезоне                      | Сједињене Државе                             | Метју Болинг, Caleb Cavanaugh, Брус Мекреј, Елија Годвин           | 3:01,98                                      | Колеџ Стејшон, Сједињене Државе              | 26. фебруар 2022.                            |
| Афрички рекорд                               | Нигерија                                     | Тоби Огунмола,, Ноа Акву, Салиху Исах, Кристијан Мортон            | 3:07,95                                      | Сопот, Пољска                                | 9. март 2014.                                |
| Азијски рекорд                               | Јапан                                        | Казухиро Такахаши, Џун Осакада, Масајуши Кан, Шуњи Карубе          | 3:05,90                                      | Маебаши, Јапан                               | 6. март 1999.                                |
| Северноамерички рекорд                       | Сједињене Државе                             | Закари Шиник, Раи Бенџамин, Рики Морган, Мајкл Норман              | 3:00,77                                      | Колеџ Стејшон, Сједињене Државе              | 10. март 2018.                               |
| Јужноамерички рекорд                         | Бразил                                       | Claudinei да Силва, Осмар дос Сантос Флавио Годој, Жералдо Марањао | 3:10,50                                      | Париз, Француска                             | 8. март 1997.                                |
| Европски рекорд                              | Пољска                                       | Карол Залевски, Рафал Омелко Лукаш Кравчук, Јакуб Кшевина          | 3:01,77                                      | Бирмингем, Уједињено Краљевство              | 4. март 2018.                                |
| Океанијски рекорд                            | Аустралија                                   | Пол Грин, Марк Гарнер Рохан Робинсон, Стив Пери                    | 3:08,49                                      | Севиља, Шпанија                              | 10. март 1991.                               |

## Квалификациона норма
| Дворана    | Отворено |
| ---------- | -------- |
| нема норме |          |

## Сатница
| Датум          | Време | Ниво          |
| -------------- | ----- | ------------- |
| 20. март 2022. | 11:10 | Квалификације |
| 20. март 2022. | 19:45 | Финале        |

## Резултати

### Квалификације
Квалификационе трке су одржане 20. марта 2022. године. Штафете су подљене у 3 групе. За финале су се пласирале првопласиране штафете из 3 групе (КВ) и 3 на основу постигнутог резултата (кв).,,,
| Група             | 1     | 2     | 3     |
| ----------------- | ----- | ----- | ----- |
| Почетак такмичења | 11:10 | 11:20 | 11:30 |

| Пласман | Група | Штафета              | Атлетичари                                                                                 | НР      | Рез.    | Бел.    |
| ------- | ----- | -------------------- | ------------------------------------------------------------------------------------------ | ------- | ------- | ------- |
| 1.      | 2     | Шпанија              | Бруно Ортелано Роиг, Ињаки Кањал, Мануел Гихаро, Бернат Ерта                               | 3:06,32 | 3:06,98 | КВ, НРС |
| 2.      | 2     | Чешка                | Павел Маслак, Вит Милер, Тадеаш Плачек, Патрик Шорм                                        | 3:04,09 | 3:07,25 | кв, НРС |
| 3.      | 1     | Белгија              | Жилијен Ватрен, Дилан Борле, Александар Дом, Кевин Борле                                   | 3:02,51 | 3:07,43 | КВ, НРС |
| 4.      | 3     | Холандија            | Исаја Бурс, Ник Смидт, Јохем Добер, Тони вон Дипен                                         | 3:06,06 | 3:07,64 | КВ, НРС |
| 5.      | 3     | Пољска               | Тимотеуш Зимни, Матеуш Жезничак, Јацек Мајевски, Кајетан Душински                          | 3:01,77 | 3:07,90 | кв, НРС |
| 6.      | 3     | Уједињено Краљевство | Алекс Хејдок-Вилсон, Бен Хигинс, Самјуел Рирдон, Гај Лирмонт                               | 3:03,20 | 3:08,30 | кв, НРС |
| 7.      | 2     | Ирска                | Силин Грин, Катал Кросби, Брајан Греган, Кристофер О'Донел                                 | 3:08,83 | 3:08,63 | НР      |
| 8.      | 1     | САД                  | Ноа Вилијамс, Донаван Брејжер, Амер Латин, Ајзаја Харис                                    | 3:01,39 | 3:09,11 | НРС     |
| 9.      | 1     | Шведска              | Каспер Кадестал, Ник Екелунд-Аренандер, Карл Волгрен, Ерик Мартинсон                       | 3:07,10 | 3:09,48 | НРС     |
| 10.     | 1     | Нигерија             | Ифеањи Емануел Ојели, Сикиру Адевале Адејеми, Тимоти Емеогхен, Самсон Огеневегба Натанијел | 3:07,95 | 3:09,55 | НРС     |
| 11.     | 2     | Словачка             | Шимон Бујна, Патрик Домотор, Матеј Балух, Мирослав Марчек                                  | 3:15,90 | 3:09,79 | НР      |
| 12.     | 3     | Румунија             | Ремус Андреј Никулита, Михај Сорин Дринго, Денис Симон Тома, Роберт Парђе                  | 3:10,36 | 3:13,11 |         |
| —       | 1     | Еквадор              | Катријел Ангуло, Алан Минда, Андерсон Маркуинез, Стивен Салас                              |         | Диск.   |         |

### Финале
Финална трка је одржана 20. марта у 19:40.,
| Пласман | Штафета              | Атлетичари                                                               | Време   | Белешка |
| ------- | -------------------- | ------------------------------------------------------------------------ | ------- | ------- |
|         | Белгија              | Жилијен Ватрен, Александар Дом, Жонатан Сакор, Кевин Борле               | 3:06,52 | НРС     |
|         | Шпанија              | Бруно Ортелано Роиг, Ињаки Кањал, Мануел Гихаро, Бернат Ерта             | 3:06,82 | НРС     |
|         | Холандија            | Тајмир Бурнет, Ник Смидт, Теренс Агард, Тони вон Дипен                   | 3:06,90 | НРС     |
| 4.      | Пољска               | Тимотеуш Зимни, Матеуш Жезничак, Максимилијан Клепацки, Кајетан Душински | 3:07,81 | НРС     |
| 5.      | Чешка                | Патрик Шорм, Вит Милер, Тадеаш Плачек, Павел Маслак                      | 3:07,98 |         |
| 6.      | Уједињено Краљевство | Бен Хигинс, Алекс Хејдок-Вилсон, Самјуел Рирдон, Гај Лирмонт             | 3:08,30 | НРС     |